# Peleteria neglecta
Peleteria neglecta là một loài ruồi trong họ Tachinidae.